# 교고쿠 다카요시
교고쿠 다카요시(일본어: 京極 高吉/高佳/高慶, 에이쇼 원년(1504년) ~ 덴쇼 9년 음력 1월 25일(1581년 2월 28일)는 센고쿠 시대부터 아즈치모모야마 시대까지의 무장이다. 관위는 나가토노카미. 교고쿠 다카키요(京極高清)의 차남. 아내는 아자이 히사마사(浅井久政)의 딸(교고쿠 마리아京極マリア). 자식은 다카쓰구(高次), 다카토모(高知), 마쓰노마루도노(松の丸殿, 다케다 모토아키武田元明의 아내, 후의 도요토미 히데요시豊臣秀吉 측실), 딸은 (우지이에 유키히로氏家行広의 부인), 막달레나(Magdalena, 구쓰키 노부쓰나朽木宣綱의 부인).